# Lanius
Lanius és un gènere d'ocells de la família dels lànids (Laniidae). És el gènere més ric en espècies de la família dels lànids.

## Descripció
La major part de les espècies tenen algun grau de dimorfisme sexual, amb un mascle de colors més brillants que la femella.

## Distribució
Es distribueixen pel Vell Món, principalment a Euràsia i Àfrica, si bé el botxí septentrional té una distribució circumpolar i el botxí americà únicament nord-americana. Als Països Catalans aquest gènere està representat, en major o menor nombre per l'escorxador, la trenca, el capsigrany i el botxí meridional. Aquests noms comuns es poden fer extensius a espècies del mateix gènere, d'aspecte similar, d'altres latituds.

## Hàbitat i comportament
Els Lanius són ocells d'hàbitats oberts que normalment es veuen posats en posició vertical sobre una perxa prominent com la copa d'un arbre o un pal de telèfon. Surten a la recerca de preses, agafades en vol o a terra. Aquestes espècies capturen principalment insectes grossos, però també agafaran ocells petits, rèptils i mamífers. Per a les grans espècies del nord com el botxí septentrional, la majoria de les preses són vertebrats, sobretot a l'hivern. Malgrat el tipus de dieta, aquests no són autèntics rapinyaires i no tenen les urpes fortes dels rapinyaires. Tot i que utilitzen els peus per subjectar insectes més petits, les preses més grosses s'empallen a una punta afilada, com una espina o en filferro de pues. Així assegurats, es poden arrencar amb el bec.
La majoria dels Lanius són molt territorials i, excepte quan es reprodueixen també molt solitaris. Les espècies del nord o temperades, com els botxí septentrional i el capsot d'esquena roja, són migratòries i hivernen molt al sud de la zona de reproducció. Mascles i femelles de la majoria de les espècies són diferents, el mascle és invariablement de colors més vistosos que la femella.

## Taxonomia
El gènere Lanius va ser introduït pel naturalista suec Carl Linnaeus l'any 1758 en la desena edició de la seva Systema Naturae. El 1824 el naturalista anglès William Swainson va designar l'espècie tipus com el botxí septentrional.
La majoria de les espècies de la família es col·loquen en aquest gènere. El nom del gènere, Lanius, es deriva de la paraula llatina per “carnisser”, i alguns també es coneixen com a “ocells carnissers” a causa dels hàbits d'alimentació que tenen.
Algunes espècies africanes les coneixen com a “fiscals”. Aquest nom prové de la paraula afrikàans «fiskaal» (“funcionari públic”, especialment un boixí), perquè pengen les preses a les espines per emmagatzemar-les.
Dins del gènere hi ha algunes agrupacions naturals, com els set fiscals africans, les grans espècies grises (ludovicianus, excubitor, meridionalis i sphenocercus) i les espècies d'esquena marró eurasiàtica (tigrinus, bucephalus, collurio, isabellinus, cristatus i gubernator). En particular, en l'últim grup, ha estat difícil definir els límits de les espècies, i en el passat s'han agrupat diverses d'aquestes espècies com a coespecífiques.
El prehistòric Lanius miocaenus ha estat descrit a partir de fòssils del Miocè primerenc trobats a Langy, França.
Segons la classificació del Congrés Ornitològic Internacional (versió 14.2, 2024) aquest gènere està format per 32 espècies:
- Botxí americà - Lanius ludovicianus.
- Botxí boreal - Lanius borealis.
- Botxí cuallarg - Lanius cabanisi.
- Botxí de la Xina - Lanius sphenocercus.
- Botxí gegant - Lanius giganteus.
- Botxí de Mackinnon - Lanius mackinnoni.
- Botxí de São Tomé - Lanius newtoni.
- Botxí de Somàlia - Lanius somalicus.
- Botxí dels Taita - Lanius dorsalis.
- Botxí dorsigrís - Lanius excubitoroides.
- Botxí fiscal meridional - Lanius collaris.
- Botxí fiscal septentrional - Lanius humeralis.
- Botxí ibèric - Lanius meridionalis.
- Botxí septentrional - Lanius excubitor.
- Capsigrany cua-roig - Lanius phoenicuroides.
- Capsigrany bru - Lanius cristatus.
- Capsigrany bucèfal - Lanius bucephalus.
- Capsigrany comú - Lanius senator.
- Capsigrany emmascarat - Lanius nubicus.
- Capsigrany isabelí - Lanius isabellinus.
- Escorxador comú - Lanius collurio.
- Escorxador cuallarg - Lanius schach.
- Escorxador d'Emin - Lanius gubernator.
- Escorxador de Myanmar - Lanius collurioides.
- Escorxador de les Filipines - Lanius validirostris.
- Escorxador de Souza - Lanius souzae.
- Escorxador del Tibet - Lanius tephronotus.
- Escorxador dorsicastany - Lanius vittatus.
- Escorxador tigrat - Lanius tigrinus.
- Trenca - Lanius minor.
- Botxí becgroc - Lanius corvinus / Birds of the World/Cornell i ITIS consideren que pertany al gènere Corvinella (Corvinella corvina).[8][9]
- Botxí garser - Lanius melanoleucus / abans en el gènere Corvinella i Birds of the World/Cornell i ITIS considera que pertany al gènere Urolestes (Urolestes melanoleucus).[10][11]

### Espècies traslladades
Antigament, algunes autoritats també consideraven les següents espècies (o subespècies) dins del gènere Lanius:
- Xiuladora arlequinada oriental (abans Lanius frontatus i ara Falcunculus frontatus)[12]
- Xiuladora ventregroga (abans Lanius macularius i ara Pachycephala rufiventris)[13]
- Pitohui variable septentrional (abans Lanius kirhocephalus i ara Pitohui kirhocephalus)[14]
- Bulbul orfeu (abans Lanius jocosus i ara Pycnonotus jocosus)[15]
- Bulbul coronat de Java (abans Lanius bres i ara Alophoixus bres)[16]